# Trofeu Oro in Euro
El Trofeu Oro in Euro és una competició ciclista italiana femenina que es disputa pels voltants de Montignoso. La primera edició es disputà el 2008 i fou cursa de categoria 1.2 el 2022 i posteriorment 1.1.

## Palmarès
| Any  | Vencedora                | Segona            | Tercera             |         |
| ---- | ------------------------ | ----------------- | ------------------- | ------- |
| 2017 | Arlenis Sierra Cañadilla | Marta Bastianelli | Giorgia Bronzini    |         |
| 2018 | Marta Bastianelli        | Ilaria Sanguineti | Chiara Consonni     |         |
| 2019 | Laura Tomasi             | Ilaria Sanguineti | Silvia Magri        |         |
| 2020 | suspesa                  | suspesa           | suspesa             | suspesa |
| 2021 | Rachele Barbieri         | Vittoria Guazzini | Laura Tomasi        |         |
| 2022 | Sofia Bertizzolo         | Marta Lach        | Silvia Zanardi      |         |
| 2023 | Gaia Realini             | Amanda Spratt     | Martina Alzini      |         |
| 2024 | Elisa Longo Borghini     | Karlijn Swinkels  | Ruth Winder         |         |
| 2025 | Karlijn Swinkels         | Puck Pieterse     | Dominika Włodarczyk |         |